# L'Espoir I
L'Espoir I ou Espoir I, Die Hoffnung en allemand, est une peinture à l'huile réalisée par le peintre autrichien Gustav Klimt en 1903. Ce tableau symboliste présente une femme nue, enceinte, arborant une abondante chevelure rousse parsemée de fleurs sauvages. Elle fixe le spectateur de l'œuvre tenant les mains jointes sous sa poitrine et au dessus de son ventre généreusement arrondi. La scène parait idyllique si ce n'était les inquiétants personnages figurant à l'arrière plan au dessus de la jeune femme. Ils représentent la vieillesse, la maladie, la mort et la démence. Sur la gauche de l'œuvre, une autre figure représente un monstre marin doté d'une denture et d'une patte griffue menaçante qui, telles les Parques, semble vouloir trancher les fils de la vie. Son interminable queue serpente sur la toile, entoure les pieds du personnage principal pour finalement sortir du cadre. Quelques rehauts dorés enroulent leurs spirales dans la moitié inférieure droite de l'œuvre.

## Historique
Selon Ludwig Hevesi (en), ami de Gustav Klimt et commentateur digne de foi de l'artiste, la toile est peinte à l'été 1903 pour préparer la 18e exposition de la Sécession viennoise consacrée à une rétrospective des travaux de Klimt. À cette époque, Klimt, alors âgé de 41 ans, travaille également sur sa troisième œuvre monumentale pour l'Université de Vienne : La Jurisprudence. L'exposition doit se dérouler en novembre 1903 à Vienne. Pourtant, sur les conseils appuyés du Ministre de la culture autrichien, Johannes Wilhelm Rittér von Hartel, Klimt décide de ne pas y exposer Espoir. Il commente cette décision deux années plus tard, en 1905, lorsqu'il écrit : « À l'exposition Klimt il y a deux ans, le tableau ne pouvait pas être montré; des pouvoirs supérieurs l'ont empêché. »
À la critique d'art, Bertha Zuckerkandl, il explique en avril 1905 que : « Depuis la malheureuse Commission d'État, tout le monde à Vienne a pris l'habitude de blâmer le ministre von Hartel pour toutes mes autres œuvres, et le ministre de l'Éducation a fini par s'imaginer qu'il en portait vraiment l'entière responsabilité. Les gens semblent penser que j'ai été empêché de montrer un certain tableau dans ma rétrospective parce que ça pourrait choquer les gens. Je l'ai retiré parce que je ne voulais pas gêner la Sécession. »
Le ministre de la culture finit par démissionner de ses fonctions à la suite de l'Affaire Klimt.

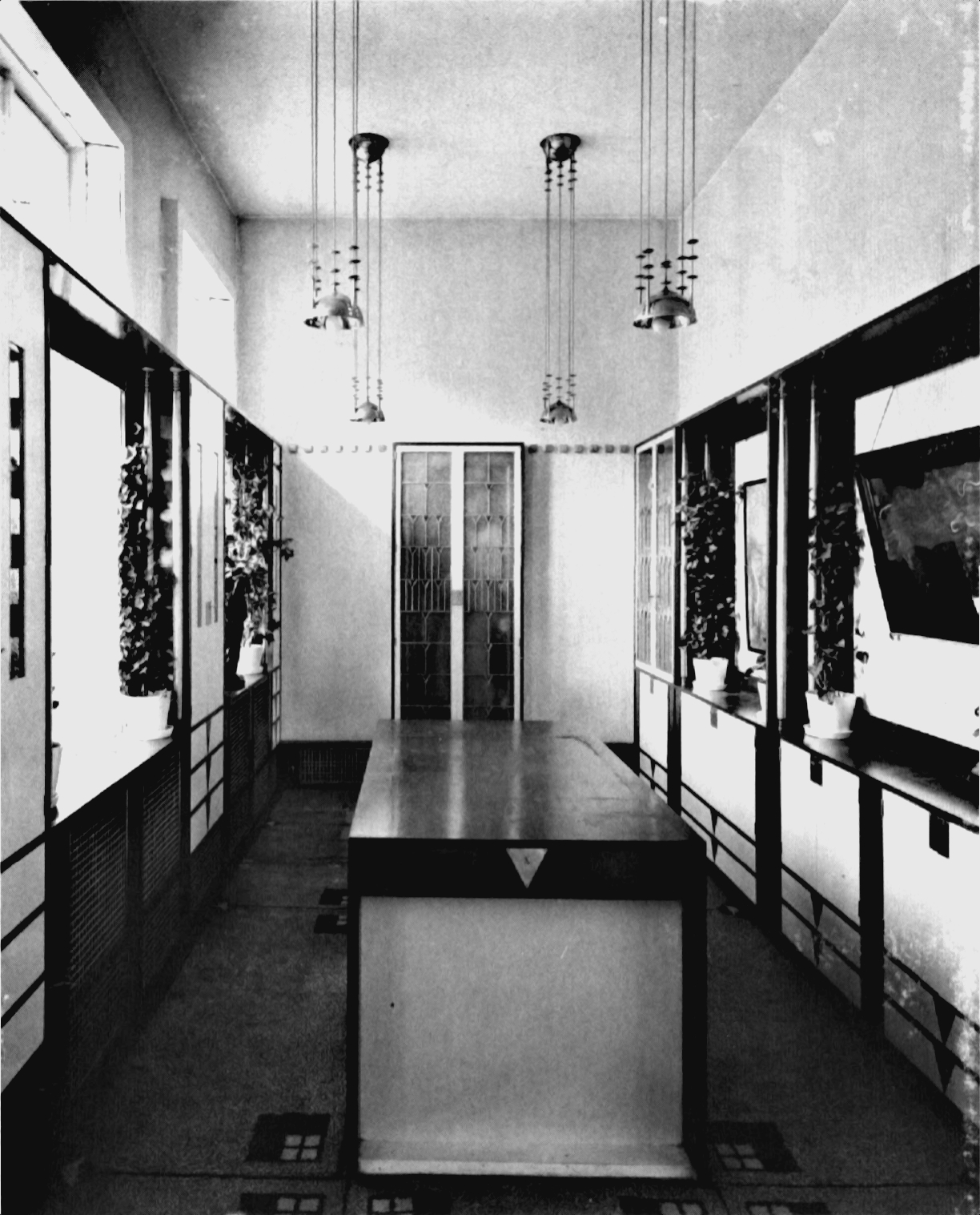
Au centre de la pièce, sur le mur du fond, l'armoire conçue par Koloman Moser au travers de laquelle on devine le tableau (ca 1904-1906)

En 1903, le collectionneur d'art, Fritz Waerndorfer (de), principal mécène du Wiener Werkstätte fait l'acquisition de l'œuvre. Comme le laisse entendre un courrier que Klimt lui adresse, il est possible que ce dernier ait continué à travailler sur le tableau entre 1905 et 1909. Durant cette période, le collectionneur a enfermé l'œuvre dans une armoire à doubles abattants conçue par Koloman Moser « pour que des yeux profanes ne puissent la voir » ,.
Finalement, la toile est exposée pour la première fois à Berlin, en 1905 lors de  la deuxième exposition de la Deutscher Künstlerbund et pour la première fois à Vienne en 1909. Comme attendu, le tableau fait scandale et est l'objet de toutes les discussions de salon même s'il s'est trouvé un prêtre et critique d'art allemand dénommé Joseph Popp (1867–1932) qui témoigne de quelqu'indulgence vis-à-vis de l'œuvre qu'il qualifie de « religieuse ».
Ludwig Hevesi en fait l'analyse suivante « Le tableau est le célèbre, ou devrions-nous dire l'infâme, Espoir de Klimt, à la jeune femme extrêmement enceinte que l'artiste a osé peindre nue. L'un de ses chefs-d'œuvre. Une création profondément émouvante. La jeune femme chemine dans la sainteté de sa condition, menacée de toutes parts par des grimaces épouvantables, par des démons de la vie grotesques et lascifs… mais ces menaces ne lui font pas peur. Elle marche imperturbable sur le chemin de la terreur, impeccable et rendue invulnérable par « l'espoir » confié à son ventre. »
Le thème de la femme enceinte avait déjà été peint par Gustav Klimt dans son allégorie de La Médecine en 1901. Cette figure apparait dans le coin supérieur droit de l'œuvre. Au sommet d'une pyramide humaine symbolisant l'humanité souffrante au dessus de la figure mythologique d'Hygie. La vieillesse et la mort sont également représentée non loin.

### Le deuil d'un enfant

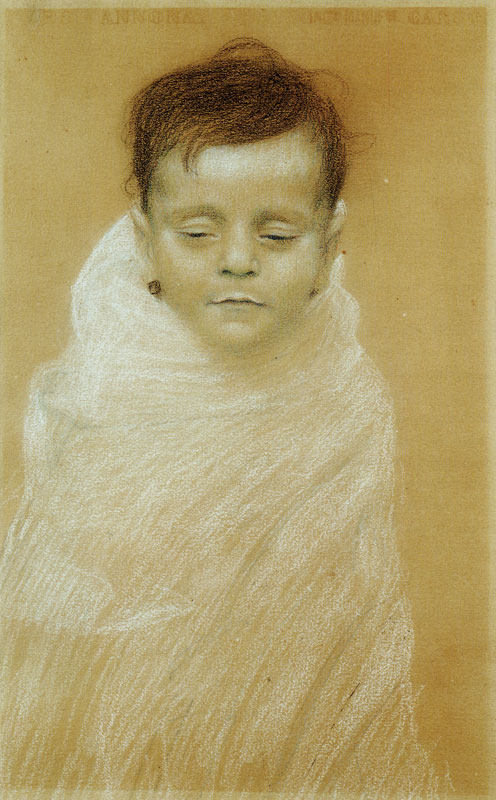
Gustav Klimt en 1902 dessine le portrait funèbre d'Otto Zimmerman, son fils.

L'Espoir I a peut-être été influencé par le décès de son fils Otto Zimmerman survenu en 1902. Il avait eu ce dernier de Maria Zimmerman, une jeune fille de 18 ans croisée au hasard d'une rue et qui accepta de poser pour le peintre. Ils avaient déjà eu ensemble un premier enfant, Gustav Zimmermann. Maria, surnommée Mizzi, vivait avec leurs deux enfants dans un petit studio que Klimt lui louait non loin de son atelier.
La douleur occasionnée par la perte de cet enfant a probablement influencé l'œuvre et participe au deuil au sens où Elisabeth Kübler-Ross le développe dans son modèle. L'Espoir II participe davantage en ce sens à une sacralisation de la maternité que ne l'est L'Espoir I encore entaché de douleur et qui confère à l'œuvre une thématique de Memento mori dont L'Espoir II est quasiment exempt.

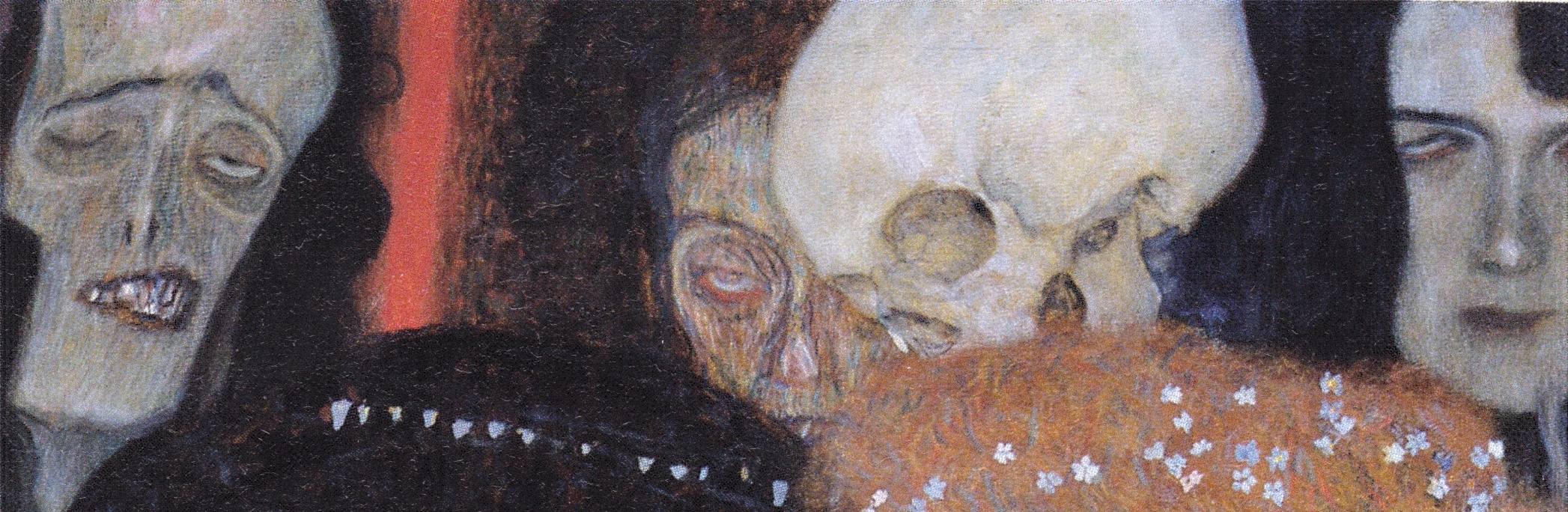
La vieillesse, la maladie, la mort et la démence (détail)

## La modèle
De nombreuses sources mentionnent que le modèle de ce tableau était Herma, l'un des modèles préférés de Gustav Klimt dont il disait  que « La jeune fille a un corps dont le derrière est plus beau et plus intelligent que le visage chez beaucoup d'autres »,. Gustav Klimt s'était inquiété de ne plus la voir depuis un certain temps si bien que, la pensant souffrante, il décida d'envoyer quelqu'un prendre de ses nouvelles. Herma lui fit dire qu'elle n'était pas malade mais enceinte. Gustav Klimt lui dit alors que son état ne changeait rien à l'affaire et qu'elle se présente à son atelier. Herma servit de modèle pour L'espoir et pour Vision qui sera ensuite rebaptisé L'Espoir II.
D'autres sources mentionnent que c'est Maria Zimmermann, appelée Mizzi, qui servit de modèle au peintre.